# Ducati Brio
Il Ducati Brio è uno scooter, prodotto dalla Ducati tra il 1963 e il 1967. Questo modello è il secondo degli unici due scooter, prodotti dalla fabbrica di Borgo Panigale. Il primo fu il Ducati Cruiser 175, prodotto tra il 1952 e il 1954.

## Caratteristiche
Questo progetto venne portato alla luce per soddisfare le aspettative giovanili del tempo, che richiedevano un mezzo versatile, capace di realizzare spostamenti di maggior ampiezza.

Ducati coinvolse l'architetto Gio Ponti (già impegnato nell'automobilismo), in quanto questa categoria professionale aveva effettuato diversi studi al riguardo.
Brio venne presentato al Salone di Milano nel '63.
Successivamente, ad un anno dalla presentazione, il Brio 48 venne affiancato da una versione con motore da 100 cc, che trovò impiego anche presso i Vigili Urbani di Bologna.